# Гошовский, Владимир Сергеевич
Владимир Сергеевич Гошовский (7 октября 1973) — украинский политик, учёный, адвокат, народный депутат Украины 4-го созыва. Первый заместитель председателя Государственной службы Украины по контролю за наркотиками (2010—2014). Государственный служащий I ранга 1 категории. Лидер партии «Социалистическая Украина».
Доктор юридических наук, кандидат экономических и геологических наук.

## Биография
Родился 7 октября 1973 года в г. Стрый Львовской области. Вместе с семьёй позже переехал на постоянное место жительства в Балаклейский район Харьковской области.
Трудовой путь начал в 13 лет.
1986—1988 гг — рабочий фермы, с. Червоный Донец Харьковской области.
После окончания средней школы (аттестат с отличием) пошёл работать в медицинскую сферу: 1989—1990 гг. — санитар Балаклеевской районной больницы, г. Балаклея Харьковской области.
В 1990 году поступил в Харьковский государственный медицинский университет (ХГМУ), который в 1995 году окончил с красным дипломом по специальности «Лечебное дело».
1996 г. — аспирантура ХГМУ. Научную работу совмещал с практической деятельностью в Медико — генетическом центре Харькова.
В 1994 году параллельно с учёбой в ХГМУ вступил на заочное отделение Национальной юридической академии имени Ярослава Мудрого, в 2000 году окончил с отличием по специальности «Правоведение».
1995—1997 гг. — менеджер, ведущий юрисконсульт ООО «Фармация», г. Харьков.
1997—1998 гг. — вице-президент «Укрнадрапроминвест», г. Харьков
В 1997 г. был избран председателем молодёжной общественной организации Украины — Демократического объединения молодёжи («ДОМ»). Среди первоочерёдных задач — решение проблем молодого поколения, защита его социальных прав .
В 1998 году выступил инициатором создания Молодёжного парламента Харьковщины. Главная цель — подготовка нового поколения молодых политиков, способных взять на себя ответственность за судьбу Харькова и Украины в целом. Кандидатура Владимира Гошовского была выдвинута Демократическим объединением молодёжи на выборах в Харьковский городской совет.
1998—2002 гг. — депутат Харьковского городского совета.
2002—2005 гг. — народный депутат Украины 4-го созыва, избранный по одномандатному округу № 173 г. Харьков.
Председатель Подкомитета по вопросам развития новейших экологически чистых технологий Комитета Верховного Совета Украины по вопросам экологической политики, природопользования и ликвидации последствий Чернобыльской катастрофы.
Член Украинской части Комитета по вопросам парламентского сотрудничества между Украиной и ЕС.
Уполномоченный представитель депутатской группы «Народный выбор».
2007—2010 гг. — Глава адвокатского объединения «Национальная правовая палата».
2010—2011 гг. — первый заместитель председателя Государственного комитета Украины по контролю за наркотиками.
2011—2014 гг. — первый заместитель председателя Государственной службы Украины по контролю за наркотиками.

## Научные работы, статьи, комментарии
Монографии
1. Реформирование системы исполнительной власти в Украине: концептуальные принципы и правовое регулирование: монография / В. С. Гошовский. Киев, 2012. — «ХАЙ-ТЕК ТРЕСТ», Министерство внутренних дел Украины — 319 с.
2. Особенности правового регулирования трудовой деятельности депутатов Верховного Совета Украины: монография / В. С. Гошовский. Киев, 2011. — 212 с.
Учебники, учебные, учебно-методические и научно-методические пособия
3. В. С. Гошовский. Сборник нормативно-правовых актов «СОЦИАЛЬНЫЕ ПРАВА И ОБЯЗАННОСТИ ВНУТРЕННИХ ПЕРЕСЕЛЕНЦЕВ» — Харьков, 2015 г.
4. Элитознавство: учебник / под общ. ред. В. А. Гошовской. — К.: НАГУ, 2013. — 268 с.
5. Политическое лидерство: учеб. пособие. / Авт. кол.; под общ. ред. В. А. Гошовской, Л. А. Пашко — К.: НАГУ, 2013. — 300 с.
6. Государственное управление: учебник: в 2 т. / Нац. акад. гос. упр. при Президенте Украины: Авторский кол.: Ю. В. Ковбасюк, К. О. Ващенко, Ю. П. Сурмин, В. С. Гошовский, Мельник О. В. — М.: Днепропетровск: НАГУ. 2012. — Т. 1. — 564 с.
7. В. С. Гошовский. Ю. В. Ковбасюк, В. С. Загорський, А. В. Гайдук, О. С. Игнатенко, А. И. Ляхоцький, В. Я. Малиновський, О. В. Мельник, И. Й. Снигур, С. М. Серьогин. Раздел 6. Субъекты государственного управления. Государственное управление: учебник: в 2 т. / Нац. акад. гос. упр. При Президенте Украины; ред. кол.: Ю. В. Ковбасюк, К. О. Ващенко, Ю. П. Сурмин. — К.; Днепропетровск: НАГУ, 2012. — Т.1. — 259—335 с.
8. В. С. Гошовский Трудовая деятельность депутатов Верховной Рады Украины: правовые аспекты: учеб. пособие. / В. С. Гошовский. — К.: НАГУ, 2012. — 204 с.
9. Гошовская В. А., Баскакова Ю. В., Брайченко А. Д., Гошовский В. С., Пашко Л. А. и др. Основы отечественного парламентаризма: учебник для студ. высш. уч. заведений: в 2 т. / под общ. Ред. В. А. Гошовской. — К .: НАГУ, 2011. — Т. 1. — 408 с.
10. Зарубежное украинство: сущность, структура, самоорганизация. Учебник / В. Б. Евтух, А. А. Попок, В. П. Трощинский, С. Ю. Лазебник, В. М. Андриенко, В. С. Гошовский, и др. Под ред. В. Б. Евтух. — К.: Альтпрес 2011. — 304 с.
11. Вступление в медицинскую геологию / Под ред. Г. И. Рудько, А. М. Адаменко. — М.: Изд-во «Академпрес», 2010. — Т.1. — 736 с.
12. Вступление в медицинскую геологию / Под ред. Г. И. Рудько, А. М. Адаменко. — М.: Изд-во «Академпрес», 2010. — Т.2. — 448 с.
13. В. С. Гошовский, Г. И. Рудько. Экологическая безопасность техноприродных геосистем административных областей — Киев: «Академпрес», 2009. — 192 с.
14. В. С. Гошовский, В. В. Белоус, А. А. Первомайский. Календарная стратегия подготовки парламентских выборов 30 сентября 2007 года (практическое пособие). — Харьков, 2007. — 320 с.
15. В. С. Гошовский, Г. В. Богатырева. Цепная полимеразная реакция в диагностике наследственной патологии. Научное руководство для врачей курсантов. — Харьков, 1997.
16. В. С. Гошовский, Г. В. Богатырева. Ультразвуковая пренатальная диагностика врождённых патологий в развитии плода. Научное руководство для врачей-курсантов. — Харьков, 1997.
Публикации учебно-методического характера
17. Таможенный кодекс Украины: Научно-практический комментарий / А. Т. Комзюк, А. А. Погребной, В. С. Гошовский, Р. А. Калюжный и др. — М.: Всеукраинская ассоциация издателей «Правовое единство», 2008. — 757 с.
18. В. С. Гошовский, В. В. Белоус. Организация деятельности официального наблюдателя от политической партии (блока), субъекта избирательного процесса на внеочередных выборах народных депутатов Украины 30 сентября 2007 года (методические рекомендации) — Киев, 2007. — 80 с.
19. Разработка регионального социального бюджета. Методические рекомендации / Баранова Н. П., Деева Н. М., Гошовский В. С., Костра В. И. и др. — Днепропетровск: ДГФА, 2005. — 208 с.
Статьи в научных изданиях, в том числе профессиональных
Гошовский В. С. Методологические основы исследования реформирования органов исполнительной власти в Украине // Государственная служба и публичная политика: проблемы и перспективы развития ежегодных. Всеукр. научно-практической. конф. за междунар. участием (Киев, 27 трав. 2016) / Под. ред. А. П. Савкова, М. М. Билинской, С. В. Загороднюка. — Киев: НАГУ, 2016. — 440 с. — С. 423—425.
Гошовский В. С. Особенности административно-правового статуса Фонда государственного имущества Украины как центрального органа исполнительной власти со специальным статусом  / В. С. Гошовский // Форум права. — 2013. — № 1. — С. 209—214. — Режим доступа: http: //nbuv.gov.ua/j-pdf/FP_index.htm_2013_1_38.pdf
Гошовский В. С. Роль министерств в системе органов исполнительной власти  / В. С. Гошовский // Публичное право. — 2013. — № 1. — С. 78-84. — Режим доступа: http://nbuv.gov.ua/j-pdf/pp_2013_1_11.pdf
Гошовский В. С. Совершенствование деятельности Кабинета Министров Украины как высшего органа исполнительной власти в Украине  / В. С. Гошовский // Актуальные проблемы права: теория и практика. — 2013. — № 26. — С. 249—255. — Режим доступа: http://nbuv.gov.ua/j-pdf/app_2013_26_35.pdf
Гошовский В. С. Правовые основы организации и функционирования системы органов исполнительной власти  / В. С. Гошовский // Форум права. — 2012. — № 4. — С. 255—260. — Режим доступа: http://nbuv.gov.ua/j-pdf/FP_index.htm_2012_4_42.pdf
Гошовский В. С. Совершенствование административно-правового регулирования деятельности «других центральных органов исполнительной власти»  / В. С. Гошовский // Научный вестник Днепропетровского государственного университета внутренних дел. — 2012. — № 4. — С. 198—204. — Режим доступа: http://nbuv.gov.ua/j-pdf/Nvdduvs_2012_4_31.pdf
Гошовский В. С. Правовая природа органов исполнительной власти как одной из ветвей власти. Публичное право / Научно-практический юридический журнал, № 3 (7) 2012.
Гошовский В. С. Теоретические основы организации и функционирования системы органов исполнительной власти. Европейские перспективы / Научно-практический журнал, № 3 ч. 1, 2012 г.
Лазор Л. И., Ярошенко А. М., Гуславский В. С., Гошовский В. С., и др. Актуальные проблемы права: теория и практика. Сборник научных работ № 23. — Луганск: Восточноукраинский национальный университет им. В. Даля 2012 г. — 620 с.
Гошовский В. С. Особенности правового статуса политического деятеля. Наука и охрана порядка, № 2 (12), часть II — Киев, 2011 г.
Гошовский В. С. Становление и современное состояние организации системы органов исполнительной власти в Украине. Наука и охрана порядка, № 3 (31), часть II — Киев, 2011 г.
Гошовский В. С. Факторы, обуславливающие необходимость реформирования органов исполнительной власти. Актуальные проблемы права: теория и практика. Сборник научных работ № 22. — Луганск: Восточноукраинский национальный университет им. В. Даля, 2011 г. — 640 с.
Заключение срочного трудового договора с народными депутатами как необходимое условие повышения эффективности правового регулирования деятельности парламентариев  / В. С. Гошовский // Актуальные проблемы права: теория и практика. — 2010. — № 17. — С. 115—125. — Режим доступа: http://nbuv.gov.ua/j-pdf/app_2010_17_12.pdf
Гошовский В. С. Условия возникновения трудовых отношений с народными депутатами  / В. С. Гошовский // Актуальные проблемы права: теория и практика. — 2010. — № 18. — С. 285—291. — Режим доступа: http://nbuv.gov.ua/j-pdf/app_2010_18_40.pdf
В. С. Гошовский. Понятие и сущность парламентско-трудовых отношений // Актуальные проблемы права: Теория и практика. Сборник научных трудов № 16 — Луганск, 2010. С. 334 −340.
Гошовский В. С. Заключение срочного трудового договора с народными депутатами как необходимое условие повышения эффективности правового регулирования деятельности парламентариев // Актуальные проблемы права: Теория и практика. Сборник научных трудов № 17 — Луганск, 2010. С.101 — 112.
Гошовский В. С. Суть и особенности деятельности депутата Верховной Рады Украины // Форум права № 1 — Харьков, 2008. С.104-107.
Гошовский В. С. Региональный анализ состояния геологической среды и смежных компонентов окружающей среды административных областей (на примере Львовской области) / В. С. Гошовский // Сборник научных трудов Украинского государственного геологоразведовательного института. — 2007. — № 1. — С. 99-115.
Гошовский В. С. Состояние геологической среды и динамика техноприродных геосистем (на примере Львовской области) // Минеральные ресурсы Украины. Научный журнал. — Киев, февраль 2007 С. 38 — 47.
Гошовский В. С. Состояние геологической среды и динамика техноприродных геосистем (на примере Львовской области) // Сборник научных трудов Украинского государственного геологоразведочного института. Научный журнал № 1 — Киев, 2007. С.99 — 116.
Гошовский В. С. Экзогенные геологические процессы на территории Львовской области // Сборник научных трудов Украинского государственного геологоразведочного института. Научный журнал № 2 — Киев, 2007. С.347-355.
Гошовский В. С. Мониторинг геологических процессов на территории Львовской области // Сборник научных трудов Украинского государственного геологоразведочного института. Научный журнал № 4 — Киев, 2007. С.212-223.
Статьи в других изданиях
Бюджетная резолюция должна быть отражением реальных шагов правительства / Газета «Голос Украины», № 99 (3599), 01.06.2005.
Вернуть детей с улицы в семьи / Газета «Правительственный курьер», № 112, 17.06.2005.
Беспризорные получат социальную защиту / Газета «Правительственный курьер», № 116, 24.06.2005.
Долги наши … / Газета «Правительственный куреьр», № 15, 27.01.2004.
Власть надо приближать к народу, а не отдалять от него / Газета «Голос Украины», № 3524, 02.2004.
Льготы или адресная помощь — предвыборные колебания на шкале лицемерия / Газета «Голос Украины», № 86, 13.05.2004.
«Золотая середина» общества / Газета «Урядовый курьер», № 156, 19.09.2004.
Не нужно путать патриотизм с национализмом / Газета «Голос Украины», № 190 (3440), 12.10.2004.
Лишние молодые специалисты — угроза национальной безопасности / Газета «Голос Украины», № 216 (3466), 17.11.2004.
Лишние молодые специалисты — угроза национальной безопасности / Газета «Правительственный курьер», № 219, 17.11.2004.
Президентские выборы не должны повлечь раскол страны / Газета «Голос Украины», № 242, 22.12.2004.
Чтобы на душу доставалось меньше, чем по 100 / Газета «Голос Украины», № 4 (3004), 09.01.2003.
Украинское законодательство в сфере экологии требует качественных изменениях / Газета «Энергоинформ», № 3 (185), 16-22 января 2003.
Ветеранским организациям — государственную поддержку / Газета «Правительствунный курьер», № 52, 20.03.2003.
Ветеранским организациям — финансовую поддержку от государства / Газета «Голос Украины», № 57, 25.03.2003.
Чернобыль грозит новой трагедией / Газета «Голос Украины», № 80, 25.04.2003.
Украинцы вымрут как … динозавры? / Газета «Голос Украины», № 96, 27.05.2003.
«Льготное» противостояние: реалии / Газета «Правительственный курьер», № 137, 26.07.2003.
«Льготное» противостояние: реалии / Газета «Голос Украины», № 156 (3156), 21.08.2003.
Социальная помощь инвалидам / Газета «Правительственный курьер», № 179, 25.09.2003.
Дети-инвалиды нуждаются в помощи / Газета «Голос Украины», № 188 (3188), 07.10.2003.
Избирательная система сквозь призму политреформы / Газета «Голос Украины», № 208, 04.11.2003.
Возврат долгов — дело чести / Газета «Голос Украины», № 244 (3244), 23.12.2003.
Гошовский В. С. Состояние геологической среды и динамика техноприродных геосистем (на примере Львовской области) / В. С. Гошовский // Минеральные ресурсы Украины. — 2007. — № 2. — С. 38-46.
Человек и среда: баланс интересов и возможностей / Газета «Урядовый курьер», 8.10.2002, № 185.
Токсическое «Лидерство» // Газета «Правительственный курьер» № 209, 09.11.2002.
Потратим время на декларирование работы / Газета «Голос Украины», № 246—247 (2997—2998), 26.12.2002.
Тезисы докладов, материалы научных конференций и съездов
В. С. Гошовский. Характер и особенности трудовых отношений с народными депутатами Украины //Инстутиционное обеспечение кадровой политики в государственном управлении : становление и развитие: материалы ежегодной Всеукр. наук.-практ. конф. с междунар. участием (Киев, 29 трав. 2015 г.) под общ. ред. Ю. В. Ковбасюка, А. И. Семенченка, С. В. Загороднюка. — К.: НАГУ, 2015. — 404 с. — С. 174—176
В. С. Гошовський. Отдельные аспекты осуществления трудовой деятельности народными депутатами Украины как государственными служащими. Модернизация отраслевых стандартов высшего образования и развитие магистерских программ в области знаний «Государственное управление»: материалы научно-практ. конф. при междунар. участии (Киев, 24-25 октября 2013) / Под. ред. Ю. В. Ковбасюка, К. О. Ващенко, М. М. Билинськой. — К.: НАГУ, 2013. — 270—272 с.
Гошовский В. С. Особенности трудовой деятельности народных депутатов Украины. Стратегия государственной кадровой политики основа модернизации страны: материалы Всеукраинской научно-практической конференции с международным участием. Киев, 31 мая. 2012 г. М.: НАГУ, 2012. — 572 с.
Гошовский В. С. По вопросу определения основных принципов местного самоуправления, закреплённых в положениях основного закона Украины. Правовые методы обеспечения и защиты прав человека: отечественный и зарубежный опыт: материалы Международной научно-практической конференции учёных, преподавателей, аспирантов, студентов. Книга 3. г. Луганськ, 5-6 апреля 2012 / Под редакцией проф. Л. И. Лазор. — Луганск, Восточноукраинский национальный университет им. В. Даля 2012 г. — 276 с.
Гошовский В. С. Определение правового статуса политического деятеля в контексте административной реформы. Проблемы оказания юридической помощи в Украине: современное состояние и перспективы развития: материалы научно-практической конференции (г.. Харьков, 21-22 января 2011 г.) — Харьков: ФИНН, 2011. — 168 с.
В. С. Гошовский. К вопросу парламентско-трудовых отношений // Научно-практическая конференция «Правовые средства обеспечения и защиты прав человека: отечественный и зарубежный опыт» 21-22 апреля 2010 г., Восточноукраинский национальный университет — Луганск, 2010. С. 96-101.
В. С. Гошовский. Правовая регуляция деятельности депутата Верховного Совета как субъекта трудовых правоотношений // Материалы научно-практической конференции «Актуальные проблемы развития законодательства о труде и социальном обеспечении» — Харьков, 22-23 апреля 2009 года. С.274-277.
В. С. Гошовский, Г. И. Рудько, А. В. донецком. Перспективы использования альтернативных источников энергии в Крымском и Карпатском регионах // Перспективы использования нетрадиционных источников энергии в Украине. Материалы межведомственной научно-практической конференции. — Евпатория, АР Крым, 25-28 мая 2009 г. С. 21-25.
В. С. Гошовский. Особенности деятельности депутата Верховного Совета // Актуальные проблемы работы с персоналом в правоохранительных органах. Материалы научно-практической конференции. г. Харьков, 27 ноября 2008 г. — Харьков, 2008. C.274 — 279.
Экологическая и техногенная безопасность. Охрана водного и воздушного бассейнов. Утилизация отходов: сб. научн. трудов междунар. научно-техн. конф., 09-13 июня 2008 г. / М-во по жил.-коммун. хоз., М-во регионального развития строительства Украины [и др.]. — Харьков, 2008.
Электронные издания, в том числе профессиональные
Гошовский В. С. НА ПОРОГЕ ДЕФОЛТА. НАЧАЛО КОНЦА ИЛИ ШАНС НА НОВОЕ БУДУЩЕЕ? / Лига. Блоги, 2014 —  — Режим доступа: http://blog.liga.net/user/goshovsky/article/16221.aspx Архивная копия от 3 августа 2016 на Wayback Machine
Почему один дефолт бывает лучше, чем десять реструктуризаций. К вопросу о несовершенстве международной системы реструктуризации государственных долгов. / Владимир Гошовский, Захар Попович, журнал социальной критики «Спильне», 28 мая 2015 г. —  — Режим доступа: http://commons.com.ua/chomu-odin-defolt-buvaye-krashhe/ Архивная копия от 30 мая 2015 на Wayback Machine
В. С. Гошовский. Сборник нормативно-правовых актов «СОЦИАЛЬНЫЕ ПРАВА И ОБЯЗАННОСТИ УЧАСТНИКОВ АТО» — Харьков, 2015 г.http://www.npp.com.ua/news/3089.html

## Авторские свидетельства на изобретения СССР и патенты на полезные модели Украины
1.
Авторское свидетельство № 1439217 на изобретение «Магнитный диспергатор», зарегистрированное
в Государственном реестре изобретений СССР 22.07.1988 ГОШОВСКИЙ СЕРГЕЙ ВЛАДИМИРОВИЧ, АБДУЛЗАДЕ АЛИБАЙРАМ МАШАДИГУСЕЙНОВИЧ, ГОШОВСКИЙ ВЛАДИМИР СЕРГЕЕВИЧ, АБДУЛЗАДЕ ЭМИЛЬ АЛИЕВИЧ
2.
Авторское свидетельство № 1439216 на изобретение «Магнитный диспергатор», зарегистрированное
в Государственном реестре изобретений СССР 22.07.1988 ГОШОВСКИЙ СЕРГЕЙ ВЛАДИМИРОВИЧ, АБДУЛЗАДЕ АЛИБАЙРАМ МАШАДИГУСЕЙНОВИЧ, ГОШОВСКИЙ ВЛАДИМИР СЕРГЕЕВИЧ, АБДУЛЗАДЕ ЭМИЛЬ АЛИЕВИЧ
3.
Патент на полезную модель № 45482 «Способ подземной дегазации угольных пластов».
Зарегистрированный в Государственном реестре патентов Украины на полезные модели
10 ноября в 2009 г.
4.
Патент на полезную модель № 47212 «Способ добывания геотермальной энергии».
Зарегистрированный в Государственном реестре патентов Украины на полезные модели
25 января в 2010 г.
5.
Патент на полезную модель № 83270 «Способ изготовления масла из семян конопли»,
зарегистрированном в Государственном реестре патентов Украины на полезные модели
27.08.2013 г.
6.
Патент на полезную модель № 81487 «Способ получения оливкового масла», зарегистрированном
в Государственном реестре патентов Украины на полезные модели 25.06.2013 г.
7.
Патент на полезную модель № 72689 «Способ обезвреживания раковых клеток», зарегистрированном
в Государственном реестре патентов Украины на полезные модели 27.08.2013 г.
Докладчик
многочисленных международных симпозиумов по вопросам негативного влияния ухудшения
экологического состояния на генофонд населения Украины.

## Награды
- Орден «За заслуги» III степени
- Почётная Грамота Кабинета Министров Украины за особые заслуги в молодёжной политике — 2003 г.
- Почётная Грамота Верховного Совета Украины за особые заслуги перед Украинским народом — 2003 г.
- Медаль «За доблесть»